# Weißrücken-Mausvogel
Der Weißrücken-Mausvogel (Colius colius) ist eine afrikanische Vogelart aus der Familie der Mausvögel.
Der Vogel kommt in den trockenen Savannen Namibias, Botswanas und Südafrikas vor.
Der Lebensraum umfasst Strandwüste, küstennahe Fynbosvegetation, Buschland und Halbwüste, gerne auch Baumgürtel in Flussnähe sowie bewässertes Kultur- und Farmland.
Die Art ist Standvogel.
Das Artepitheton soll sich von altgriechisch κόλοιος koloios, deutsch ‚Dohle‘ ableiten.

## Beschreibung
Der Weißrücken-Mausvogel ist 29 bis 32 cm groß und wiegt zwischen 30 und 59 g.
Das Männchen ist etwas größer, ansonsten bestehen zwischen den Geschlechtern keine Unterschiede. Dieser Mausvogel ist überwiegend grau, der bläulich-weiße Schnabel mit schwarzer Spitze und die hell roten Beine sind für die Art charakteristisch. Auf dem Rücken finden sich schmale weiße Streifen von breiteren glänzend violetten, schwarz erscheinenden Streifen eingefasst,  besonders im Fluge deutlicher zu sehen. Der Rumpf ist sonst dunkel braun. Der Schwanz ist lang und gestuft; Zügel, Kinn und obere Kehle sind dunkel bis schwarz; die Brust ist weinrot, die Unterseite bräunlich, auf den Unterflügeln findet sich eine auffällige schwarz-weiße Zeichnung. Die Iris ist schwärzlich-braun. Die Art ist blasser und grauer als der Braunflügel-Mausvogel (Colius striatus)
Jungvögel haben einen grauen Rumpf und einen bläulich-grünen Schnabel mit dunklerem Unterschnabel und sind insgesamt blasser gefiedert, die Brust ist gelblich-braun.

## Geografische Variation
Es werden folgende Unterarten anerkannt:

- C. c. damarensis Reichenow, 1899 – Namibia, Botswana und Nordwesten Südafrikas
- C. c. colius Linnaeus, 1766, Nominatform – Südafrika

## Stimme
Der Ruf des Männchens wird als kurzes, scharfes pfeifendes „zwee we-wit“ beschrieben oder als „chchchchichichi…“ über 15 Sekunden und mit „krik, krik“ endend.

## Lebensweise
Die Art ernährt sich überwiegend von Früchten, auch von Blättern, Blüten und Nektar. Sie tritt meist in Gruppen von 3 bis 10 Individuen auf.
Gebrütet werden kann das ganze Jahr über, hauptsächlich in der Regenzeit zwischen September und Dezember bis in Januar – April hinein. Die Art lebt monogam und standorttreu, gemeinsame Aufzucht mit Bruthelfern kommt vor. Das Nest ist flach in Gebüsch oder kleinen Bäumen, etwa 60 × 45 mm groß, 1–6 m über dem Boden und wird von beiden Elternvögeln angelegt. Das Gelege besteht meist aus 1 bis 3 matt cremeweißen Eiern, beide brüten.

## Gefährdungssituation
Die Art gilt als nicht gefährdet (Least Concern).